# Black-out (Arthur Hailey)
Pour les articles homonymes, voir Blackout.
Ne doit pas être confondu avec le roman Black-out écrit par Connie Willis
Black-out  (titre original : Overload) est un roman d'Arthur Hailey paru en 1979.

## Résumé
L'énergie électrique, nerf de notre civilisation. En Californie, soudain cette énergie manque. Une panne ; mais pas une petite coupure de courant : un blackout total, dû à l'action terroriste d'un groupe de gauchistes révolutionnaires qui veulent abattre le monopole d'une puissante société capitaliste, la Golden State Power & Light. 
Bientôt de nouveaux attentats ont lieu. Des lettres piégées tuent ou blessent grièvement des dirigeants de la G.S.P. & L. L'un d'eux, Nim Goldman, vice-président et porte-parole de la société, échappe de justesse à la mort. Combatif, impulsif, aussi séduisant qu'intelligent, Goldman est à la fois un travailleur acharné et un grand amateur de femmes : il aime Ruth, son épouse, mais tombe sans peine sous le charme de la veuve de son meilleur ami, d'une ravissante infirme qui ne peut survivre que grâce à un appareillage électrique, et enfin d'une jeune journaliste noire, Nancy Molineaux. Celle-ci appartient, par idéalisme, au clan très mélangé des adversaires de Goldman, à côté d'hommes sans scrupules comme Archambault, le chef des terroristes ou Davey Birdsong, un aventurier de l'écologie... Cependant Goldman mène une lutte sans merci. Il doit faire triompher ses idées : accroissement des capacités de production de la G.S.P. & L., recherche et mise en place de nouvelles sources d'énergie. Et il doit déjouer les manœuvres de ceux qui, par tous les moyens, veulent faire échouer ses projets et précipiter le pays dans le chaos...